# Suruhkalang
Suruhkalang is een bestuurslaag in het regentschap Karanganyar van de provincie Midden-Java, Indonesië. Suruhkalang telt 4904 inwoners (volkstelling 2010).